# Maccabi Petah Tikva Football Club
Maccabi Petah Tikva Football Club (em hebraico, מכבי פתח תקווה) é um time de futebol israelense da cidade de Petah Tikva. A equipe atualmente compete na Ligat Ha'Al, a Primeira Divisão do futebol nacional.

## História
O clube foi fundado em 1912.
Seu maior feito foi ser vice-campeão do Campeonato Israelense de Futebol 3 vezes (1951–52, 1953–54 e 2004–05).

## Elenco
Atualizado em 19 de junho de 2023.
| N.º |         | Posição | Jogador         |
| --- | ------- | ------- | --------------- |
| 1   | Israel  | G       | Ofek Melika     |
| 5   | Israel  | D       | Ronny Laufer    |
| 6   | Israel  | M       | Yonatan Teper   |
| 7   | Israel  | M       | Dan Kaduri      |
| 8   | Israel  | A       | Anas Mahamid    |
| 9   | Mali    | A       | Saliou Guindo   |
| 10  | Israel  | A       | Ariel Lugasi    |
| 11  | Israel  | A       | Tal Ben-Haim    |
| 14  | Israel  | A       | Ben Sahar       |
| 15  | Israel  | M       | Maor Levi       |
| 16  | Israel  | D       | Yarden Cohen    |
| 17  | Nigéria | M       | Ibraheem Jabaar |
| 20  | Israel  | M       | Amir Berkovits  |

| N.º |        | Posição | Jogador        |
| --- | ------ | ------- | -------------- |
| 21  | Israel | M       | Moti Barshazki |
| 24  | Gana   | M       | Gideon Akaouwa |
| 28  | Israel | D       | Moshe Mula     |
| 32  | Israel | D       | Mohammed Hindy |
| 34  | Israel | G       | Marco Wolff    |
| 44  | Israel | D       | Hadar Fuchs    |
| 55  | Israel | G       | Robi Levkovich |
| 77  | Israel | D       | Tomer Levy     |
| 78  | Israel | G       | Maor Erlich    |
| 87  | Israel | A       | Idan Gorno     |
| 92  | Benim  | D       | Moïse Adiléhou |
| 99  | Israel | A       | Amir Altoury   |
|     | Israel | M       | Shimon Daniel  |

## Treinadores
| - Eliezer Spiegel (1955–1957) - Jack Fairbrother (1958–1959) - / Alexander Vogel (1959–1960) - Eliezer Spiegel (1960–1961) - Eli Fuchs (1961–1962) - Emmanuel Scheffer (1962–1963) - Dror Kashtan (1991–92) - Yehoshua Feigenbaum (1994–95) - Moshe Sinai (1997–1998) - Eyal Lahman (1998–1999) - Yossi Mizrahi (1999–2001) | - Eli Ohana (2001) - Guy Luzon (2002–2007) - Yossi Mizrahi (2007) - Guy Luzon (2008) - Guy Azouri (2008) - Ronny Levy (2008–2009) - Freddy David (2009–2011) - Marco Balbul (2011) - Eyal Lahman (2011–2012) - Moshe Sinai (2012–2013) - Yitav Luzon (2013) | - Kobi Refua (2013–14) - Ran Ben Shimon (2014–2016) - Dani Golan (2016) - Kobi Refua (2016–2017) - Sharon Mimer (2017–2018) - Elisha Levy (2018–2019) - Guy Luzon (2019–2021) - Nir Klinger (2021–2022) - Omer Golan (2022) - Shai Barda (2022) - Benyamin Lam (2022–) |

## Titulos

### Divisões
Israeli Premier League
Vices: 1951-52,1953-54 e 2004-05
Liga Artzit/Liga Leumit
Campeões: 1990-91,2012-13,2019-20 e 2022-23

### Copas
Copa do Estado de Israel
Campeões: 1935, 1952 e 2023-24